# 1861
Il 1861 (MDCCCLXI in numeri romani) è un anno  del XIX secolo.

## Eventi

### Gennaio
- 2 gennaio – regno di Prussia: Muore Federico Guglielmo IV, sale al trono Guglielmo I.
- 3 gennaio – Stati Uniti d'America: Il Delaware vota contro la secessione dagli Stati Uniti.
- 9 gennaio – Stati Uniti d'America: Il Mississippi è il secondo stato appartenente all'Unione a votare la secessione, diventando uno dei paesi fondatori degli Stati Confederati d'America.
- 10 gennaio – La Florida compie lo stesso percorso politico del Mississippi abbandonando l'Unione e diventando uno degli stati fondatori della Confederazione.
- 11 gennaio – L'Alabama è il quarto stato a votare la secessione dagli Stati Uniti e ad unirsi alla Confederazione alla vigilia della guerra civile.
- 27 gennaio – Prime elezioni dei deputati per il primo Parlamento nazionale italiano (Legge Sarda n. 680 del 17 marzo 1848).

### Febbraio
- 13 febbraio – Gaeta: Termina il lungo assedio Italiano (102 giorni) della nota fortezza borbonica, che capitola con l'onore delle armi.
- 18 febbraio – Prima convocazione del nuovo Parlamento del Regno d'Italia (dopo le prime elezioni politiche del 27 gennaio), che comprendeva deputati di tutte le regioni annesse (dopo i relativi plebisciti).
- 19 febbraio – Russia: Abolizione della servitù della gleba.

### Marzo
- 4 marzo – Abraham Lincoln diviene il 16º Presidente degli Stati Uniti d'America.
- 10 marzo – A Forlì nasce Clelia Merloni, fondatrice dell'Istituto delle Suore Apostole del Sacro Cuore di Gesù, beatificata il 3 novembre 2018.
- 12 marzo – Resa della cittadella di Messina, fino ad allora in mano borbonica.
- 13 marzo – Teorizzazione del MIT, nella lettera di William Barton Rogers.
- 14 marzo – Il tricolore diviene la bandiera del Regno d'Italia.
- 17 marzo – Il neonato Parlamento italiano apre i lavori con la proclamazione del Regno d'Italia, mentre il re di Sardegna Vittorio Emanuele II di Savoia assume il titolo di Re d'Italia, in attesa della completa unità d'Italia.
- 20 marzo – Resa della fortezza di Civitella del Tronto, ultimo baluardo delle forze borboniche.
- 27 marzo – Con un discorso alla Camera di Torino, il primo ministro Cavour proclama la città di Torino capitale del Regno d'Italia.

### Aprile
- 10 aprile – I deputati della Dieta Provinciale dell'Istria, d'accordo con il Comitato di patrioti esuli in Italia, nelle elezioni dei propri rappresentanti da inviare a Vienna scrivono nel biglietto della votazione la parola Nessuno, dando così una evidente prova d'italianità.
- 12 aprile – USA - CSA: Con la Battaglia di Fort Sumter inizia la Guerra di secessione americana.
- 18 aprile – La stragrande maggioranza della Dieta Provinciale dell'Istria, nella sua seconda riunione per le votazioni dei rappresentanti da inviare al Parlamento austriaco, riconferma la propria affermazione d'italianità espressa il 10 aprile.

### Maggio
- 4 maggio – Nella seduta del Parlamento italiano si registra un'agitata discussione tra Garibaldi e Cavour riguardo all'inquadramento degli irregolari garibaldini nell'Esercito regolare.

### Giugno
- 25 Giugno – Viene introdotta in Italia la Coscrizione militare obbligatoria. La durata del servizio di leva viene fissata inizialmente a sei anni; successivamente verrà ridotta a cinque, poi a due o tre.

### Luglio
- 1º luglio – A Roma inizia le pubblicazioni L'Osservatore Romano, fondato da due avvocati, il forlivese Nicola Zanchini ed il bolognese Giuseppe Bastia.
- 21 luglio – Inizia la prima battaglia di Bull Run, battaglia terrestre della guerra civile americana.
- Italia – Nasce ufficialmente la Lira italiana. Rimarrà la valuta dello Stato fino al 2002, quando verrà sostituita dall'Euro.

### Agosto
- 11 agosto – 41 soldati dell'esercito vengono uccisi dai briganti della banda guidata da Cosimo Giordano, ingrossata da cittadini di Casalduni, Pontelandolfo e Cerreto, centri agricoli situati tra il matese e il beneventano.
- 14 agosto – Viene comandata un'azione di rappresaglia militare per la strage dell'11 agosto. Un battaglione di 400 bersaglieri, entrato a Pontelandolfo, uccide quanti vi erano rimasti, saccheggia tutte le case e poi dà fuoco all'intero villaggio, che viene completamente distrutto. Stessa sorte tocca alla vicina Casalduni.
- Giappone, Ukai Gyokusen  fonda la Eishin-dō,  il primo studio fotografico.

## Nati
Ci sono circa 620 voci su persone nate nel 1861; vedi la pagina Nati nel 1861 per un elenco descrittivo o la categoria Nati nel 1861 per un indice alfabetico.

## Morti
Ci sono circa 290 voci su persone morte nel 1861; vedi la pagina Morti nel 1861 per un elenco descrittivo o la categoria Morti nel 1861 per un indice alfabetico.

## Calendario
| Calendario 1861 | Calendario 1861 | Calendario 1861 | Calendario 1861 | Calendario 1861 | Calendario 1861 | Calendario 1861 | Calendario 1861 | Calendario 1861 | Calendario 1861 | Calendario 1861 | Calendario 1861 | Calendario 1861 | Calendario 1861 | Calendario 1861 | Calendario 1861 | Calendario 1861 | Calendario 1861 | Calendario 1861 | Calendario 1861 | Calendario 1861 | Calendario 1861 | Calendario 1861 | Calendario 1861 | Calendario 1861 | Calendario 1861 | Calendario 1861 | Calendario 1861 | Calendario 1861 | Calendario 1861 | Calendario 1861 | Calendario 1861 | Calendario 1861 |
| --------------- | --------------- | --------------- | --------------- | --------------- | --------------- | --------------- | --------------- | --------------- | --------------- | --------------- | --------------- | --------------- | --------------- | --------------- | --------------- | --------------- | --------------- | --------------- | --------------- | --------------- | --------------- | --------------- | --------------- | --------------- | --------------- | --------------- | --------------- | --------------- | --------------- | --------------- | --------------- | --------------- |
|                 | 1               | 2               | 3               | 4               | 5               | 6               | 7               | 8               | 9               | 10              | 11              | 12              | 13              | 14              | 15              | 16              | 17              | 18              | 19              | 20              | 21              | 22              | 23              | 24              | 25              | 26              | 27              | 28              | 29              | 30              | 31              |                 |
| Gennaio         | Ma              | Me              | Gi              | Ve              | Sa              | Do              | Lu              | Ma              | Me              | Gi              | Ve              | Sa              | Do              | Lu              | Ma              | Me              | Gi              | Ve              | Sa              | Do              | Lu              | Ma              | Me              | Gi              | Ve              | Sa              | Do              | Lu              | Ma              | Me              | Gi              |                 |
| Febbraio        | Ve              | Sa              | Do              | Lu              | Ma              | Me              | Gi              | Ve              | Sa              | Do              | Lu              | Ma              | Me              | Gi              | Ve              | Sa              | Do              | Lu              | Ma              | Me              | Gi              | Ve              | Sa              | Do              | Lu              | Ma              | Me              | Gi              |                 |                 |                 |                 |
| Marzo           | Ve              | Sa              | Do              | Lu              | Ma              | Me              | Gi              | Ve              | Sa              | Do              | Lu              | Ma              | Me              | Gi              | Ve              | Sa              | Do              | Lu              | Ma              | Me              | Gi              | Ve              | Sa              | Do              | Lu              | Ma              | Me              | Gi              | Ve              | Sa              | Do              |                 |
| Aprile          | Lu              | Ma              | Me              | Gi              | Ve              | Sa              | Do              | Lu              | Ma              | Me              | Gi              | Ve              | Sa              | Do              | Lu              | Ma              | Me              | Gi              | Ve              | Sa              | Do              | Lu              | Ma              | Me              | Gi              | Ve              | Sa              | Do              | Lu              | Ma              |                 |                 |
| Maggio          | Me              | Gi              | Ve              | Sa              | Do              | Lu              | Ma              | Me              | Gi              | Ve              | Sa              | Do              | Lu              | Ma              | Me              | Gi              | Ve              | Sa              | Do              | Lu              | Ma              | Me              | Gi              | Ve              | Sa              | Do              | Lu              | Ma              | Me              | Gi              | Ve              |                 |
| Giugno          | Sa              | Do              | Lu              | Ma              | Me              | Gi              | Ve              | Sa              | Do              | Lu              | Ma              | Me              | Gi              | Ve              | Sa              | Do              | Lu              | Ma              | Me              | Gi              | Ve              | Sa              | Do              | Lu              | Ma              | Me              | Gi              | Ve              | Sa              | Do              |                 |                 |
| Luglio          | Lu              | Ma              | Me              | Gi              | Ve              | Sa              | Do              | Lu              | Ma              | Me              | Gi              | Ve              | Sa              | Do              | Lu              | Ma              | Me              | Gi              | Ve              | Sa              | Do              | Lu              | Ma              | Me              | Gi              | Ve              | Sa              | Do              | Lu              | Ma              | Me              |                 |
| Agosto          | Gi              | Ve              | Sa              | Do              | Lu              | Ma              | Me              | Gi              | Ve              | Sa              | Do              | Lu              | Ma              | Me              | Gi              | Ve              | Sa              | Do              | Lu              | Ma              | Me              | Gi              | Ve              | Sa              | Do              | Lu              | Ma              | Me              | Gi              | Ve              | Sa              |                 |
| Settembre       | Do              | Lu              | Ma              | Me              | Gi              | Ve              | Sa              | Do              | Lu              | Ma              | Me              | Gi              | Ve              | Sa              | Do              | Lu              | Ma              | Me              | Gi              | Ve              | Sa              | Do              | Lu              | Ma              | Me              | Gi              | Ve              | Sa              | Do              | Lu              |                 |                 |
| Ottobre         | Ma              | Me              | Gi              | Ve              | Sa              | Do              | Lu              | Ma              | Me              | Gi              | Ve              | Sa              | Do              | Lu              | Ma              | Me              | Gi              | Ve              | Sa              | Do              | Lu              | Ma              | Me              | Gi              | Ve              | Sa              | Do              | Lu              | Ma              | Me              | Gi              |                 |
| Novembre        | Ve              | Sa              | Do              | Lu              | Ma              | Me              | Gi              | Ve              | Sa              | Do              | Lu              | Ma              | Me              | Gi              | Ve              | Sa              | Do              | Lu              | Ma              | Me              | Gi              | Ve              | Sa              | Do              | Lu              | Ma              | Me              | Gi              | Ve              | Sa              |                 |                 |
| Dicembre        | Do              | Lu              | Ma              | Me              | Gi              | Ve              | Sa              | Do              | Lu              | Ma              | Me              | Gi              | Ve              | Sa              | Do              | Lu              | Ma              | Me              | Gi              | Ve              | Sa              | Do              | Lu              | Ma              | Me              | Gi              | Ve              | Sa              | Do              | Lu              | Ma              |                 |